# او-۱۹۱
زیردریایی یو-۱۹۱ (به انگلیسی: German submarine U-191) یک زیردریایی بود که طول آن ۷۶٫۷۶ متر (۲۵۱ فوت ۱۰ اینچ) و ارتفاع آن ۹٫۶ متر (۳۱ فوت ۶ اینچ) بود. این زیردریایی در سال ۱۹۴۲ ساخته شد.